# ووروش‌تو
ووروش‌تو (به مجاری:  Vöröstó) یک شهرداری در مجارستان است که در ناحیه وسپرم واقع شده‌است. ووروش‌تو ۶٫۱۹ کیلومتر مربع مساحت و ۱۰۶ نفر جمعیت دارد.